# Brian Molko
 (mars 2015).
Si vous disposez d'ouvrages ou d'articles de référence ou si vous connaissez des sites web de qualité traitant du thème abordé ici, merci de compléter l'article en donnant les références utiles à sa vérifiabilité et en les liant à la section « Notes et références ».
Brian Molko, né le 10 décembre 1972 à Bruxelles en Belgique, est un musicien et chanteur belgo-américano-britannique.
Il est connu pour être le meneur et cofondateur (avec Stefan Olsdal) du groupe Placebo en activité depuis 1994.

## Biographie

### Jeunesse et débuts

#### Luxembourg
Brian Molko est né en décembre 1972, à Bruxelles, en Belgique. Son père, banquier dans le secteur de la finance internationale, est un Américain aux origines françaises et italiennes, tandis que sa mère, protestante engagée, est écossaise. Il possède ainsi la double nationalité britannique et américaine. Cadet d'une famille de deux garçons, il suit son père dans ses déplacements et mutations professionnelles aux quatre coins de la planète. C'est ainsi qu'il réside durant les trois premières années de sa vie au Liban puis au Libéria, avant d’emménager définitivement en Belgique à Longeau (près de la frontière avec le Luxembourg), ce qui explique sa parfaite maîtrise du français.
C'est au sein de ce nouveau pays, que Brian Molko découvre, non sans passion, les différents arts du spectacle. De cette manière, il monte pour la première fois sur scène dans son école, l'École européenne de Luxembourg, lors de cours de théâtre, qui devient pour lui une façon de s'exprimer. À l'âge de 11 ans, il assiste, en compagnie de son frère aîné, à son premier concert à Arlon en Belgique : celui du groupe français Téléphone. C'est pour lui comme une révélation : « J'avais onze ans et mon frère, qui est plus âgé que moi, m'a emmené à Arlon, en Belgique, et c'était un concert de Téléphone avec T.C. Matic, le groupe d'Arno en première partie. Et c'était filmé par RTL, et six mois plus tard, je l'ai vu à la télé et je me suis vu dans le public. C'était la première fois que je me suis vu à la télé et j'ai dit : « Ouah ». Oui j'aime bien ça, je trouvais ça super. »
En parallèle à cette vie artistique qui s’ouvre devant lui, Brian Molko a une vie spirituelle et surtout religieuse plus riche que la majorité des enfants de son âge. Sa mère, évangélique, l’initie très tôt à la confession protestante : à 13 ans il est ainsi un « Born Again Christian », c’est-à-dire un « chrétien né de nouveau ». Il fréquente assidûment l’Église, passe beaucoup de temps en compagnie du prêtre de sa paroisse et participe même à ses séminaires. Il se plonge dans des lectures répétées de la Bible. Cependant, lorsqu’à 14 ans il découvre sa sexualité, Brian Molko rejette tout ce cadre religieux et entre dans une période de rébellion qui marque la fin de son « histoire d’amour avec la religion organisée ». Il en gardera quand même une grande connaissance des textes religieux qui apparaît dans ses textes à travers des métaphores bibliques, nombreuses et variées.
Durant son adolescence, Brian Molko s’ennuie au Luxembourg, mais il y avait d'après lui de très bons disquaires. Il s'intéresse alors à la musique : il passe ses journées entières dans sa chambre à écouter et réécouter les disques qu’il peut se procurer. Blondie, David Bowie, Billie Holiday, Janis Joplin, Bob Dylan, Black Sabbath, The Animals ou encore Jacques Brel garnissent sa discothèque. Il est un inconditionnel de Sonic Youth, PJ Harvey, Jane's Addiction, Joy Division, The Cure, The Velvet Underground et The Pixies. Toujours passionné de théâtre, il demande à ses parents de l’inscrire au cours d’art dramatique mais doit affronter le refus de ceux-ci ; il a alors 16 ans et se tourne plus encore vers la musique, et apprend en parallèle de ses études la guitare en autodidacte, tout seul dans sa chambre.

#### Londres
Quelque temps plus tard, en octobre 1990, deux mois avant sa majorité, il quitte la demeure familiale et déménage à Londres où il renoue avec le théâtre en s’inscrivant au cours d’art dramatique du Goldsmith’s College pendant deux ans au bout desquels il obtient son diplôme. En parallèle de ses études, il s’essaie un peu au mannequinat et défile ainsi pour Agnès B, Gucci ou Calvin Klein. Il garde de cette expérience le goût des vêtements sobres mais très élégants. Il joue aussi dans des clubs londoniens, accompagné de Steve Hewitt, un batteur qu’il a rencontré à Lewisham en 1991 par l’intermédiaire d’une amie commune avec qui il travaille parfois sur des projets musicaux.
Après avoir quitté l’université, il traverse deux ans et demi difficiles, années durant lesquelles il se retrouve au chômage et dépressif. Cette période l'inspirera par la suite pour l'écriture des paroles du premier album de Placebo, intitulé Placebo. Depuis un certain temps, il se produit dans des bars en compagnie de Steve Hewitt. C’est un peu plus tard qu’il rencontre par hasard à la sortie du métro South Kensington de Londres Stefan Olsdal qui fréquentait la même école luxembourgeoise que lui, mais qu'il ne côtoyait pas car trop différent de lui. Devant se produire le soir même dans un club londonien, le Round the bell, Il invite Stefan Olsdal à assister à son concert.
En 1994, il réalise son premier album de rock avec Stefan Olsdal intitulé Placebo.

### Placebo

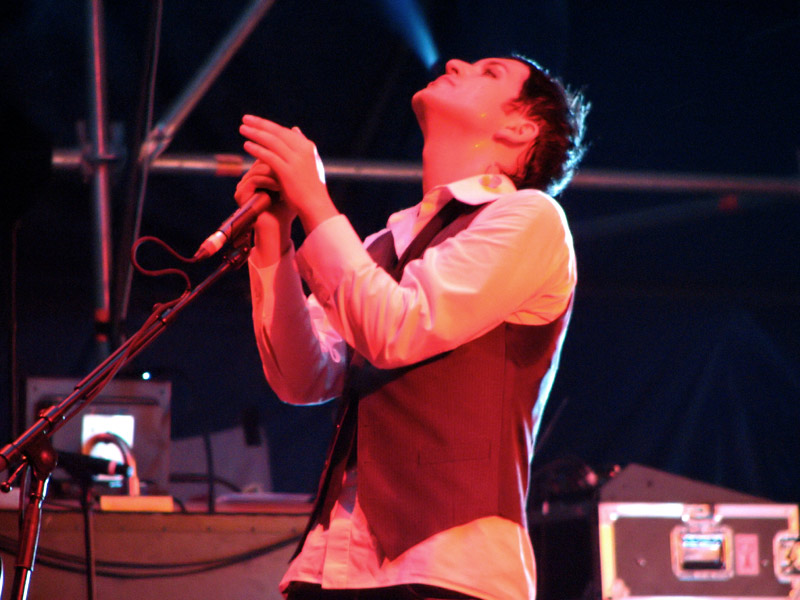
Brian Molko en 2006

C'est ainsi que Brian Molko et Stefan Olsdal commencent à travailler sur des premières démos, accompagnés de Steve Hewitt seulement par intermittence car ce dernier est engagé au sein d'autres projets musicaux. C'est finalement en la personne de Robert Schultzberg, ami d'enfance de Stefan Olsdal, qu'ils vont trouver un batteur attitré en octobre 1994. Se baptisant Placebo dans la foulée, ils sortent un premier album Placebo en 1996. Seulement, les relations entre Brian Molko et Robert Schultzberg ne sont pas au beau fixe et poussent ce dernier vers la sortie, immédiatement remplacé par Steve Hewitt.
Brian Molko devient rapidement le leader charismatique du groupe. Il se fait le dépositaire d'une attitude provocatrice et ambiguë, évoquant sans tabou en interview la drogue, l'alcool et le sexe, prolongeant ainsi l'atmosphère souvent glauque peinte dans les chansons du groupe. En cultivant son androgynie et en évoquant sa bisexualité, il a souvent défrayé la chronique, alimentant encore un peu plus l'image sulfureuse du groupe. Dans ce registre, de 1997 à 1999, Brian Molko et Stefan Olsdal vont insuffler à Placebo toute une imagerie glamour en se produisant sur scène dans des tenues féminines et en jouant la provocation à l'égard de la bien-pensance par une séduction l'un envers l'autre, souvent pour le plus grand plaisir du public. À cette même époque, les trois membres de Placebo font d'ailleurs une apparition dans le film Velvet Goldmine sur le Glam rock ; Brian Molko y tient le rôle de Malcolm, chanteur des Flaming Creatures.

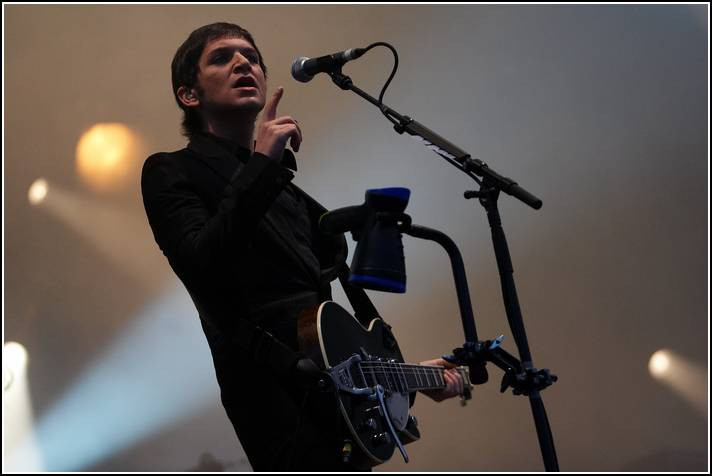
Brian Molko en 2007

Même si ses coiffures successives permettent d'établir une chronologie précise de Placebo et qu'il est un adepte de l'ambiguïté, Brian Molko n'en reste pas pour autant aux apparences. S'étant souvent prononcé au sein de Placebo sur de nombreux sujets de société, et notamment pour la liberté de chacun à mener sa vie comme il l'entend, et en particulier en ce qui concerne la sexualité, il est une icône de la tolérance et de la marginalité pour beaucoup de monde.
Meneur du groupe, nombre des orientations prises par ce dernier ont été de son ressort ; notamment le fait de choisir William Lloyd en tant que premier musicien additionnel en 1998, ou dès 2003 d'inscrire Placebo dans un processus d'assainissement dont le documentaire The death of Nancy Boy réalisé en 2006 est un acte de foi.
Côté composition, les trois premiers albums de Placebo reposent en grande partie sur des compositions de guitare écrites par Brian Molko. Depuis, les compositions du groupe se sont faites plus complexes et Brian Molko n'a plus été le seul dépositaire des guitares, au profit de Stefan Olsdal. Il est alors devenu ce qu'on appelle communément le guitariste rythmique. Chanteur attitré, sa voix toute particulière est devenue un élément caractéristique des chansons de Placebo. Tous les textes du groupe ont été jusqu'à ce jour écrits par lui-même hormis Every You Every Me et Twenty Years conjointement écrits avec Paul Campion ainsi que le texte de The Never-Ending Why écrit par Stefan Olsdal. Les mots de Brian Molko, bien que romancés, sont vraisemblablement inspirés pour la plupart de sa propre vie atypique, et se distinguent par leur romantisme fort : expression des sentiments et du moi à outrance.

### Ouverture artistique

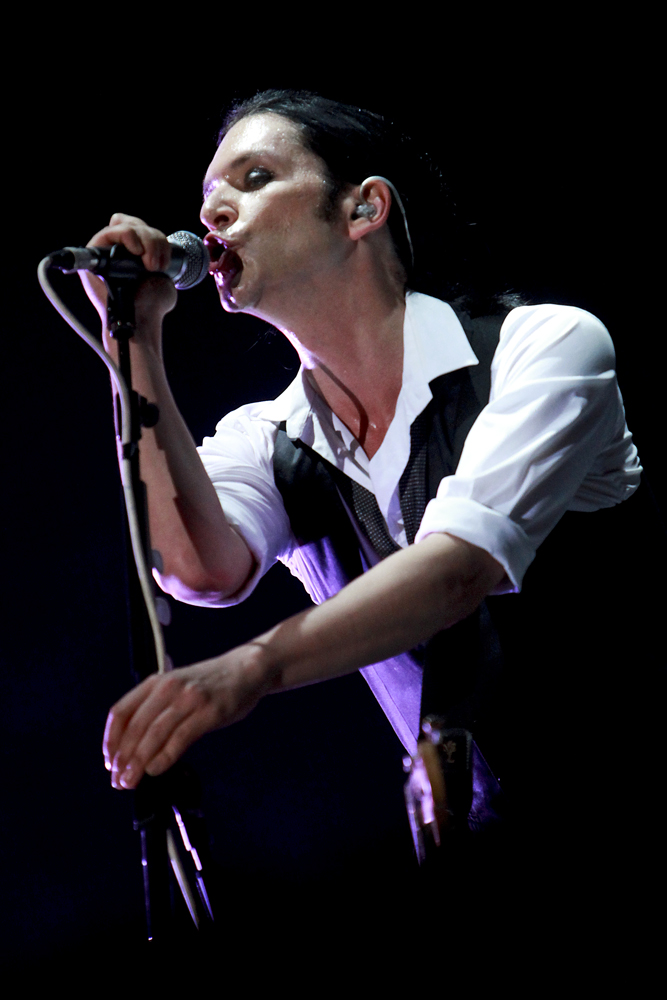
Brian Molko en juillet 2009

Grâce au succès et à la reconnaissance rencontrés par Placebo, Brian Molko a eu l'occasion de rencontrer nombre de ses idoles et de s'ouvrir à d'autres milieux artistiques que le rock.
Cela commence en 1996 quand David Bowie, séduit par Placebo, invite le groupe à assurer la première partie des concerts de sa tournée Outside à la suite de la défection de Morrissey. Ce parrainage se poursuivra par la suite lorsque Bowie proposera de chanter sur le titre Without You I'm Nothing de l'album du même nom et invitera Placebo à son cinquantième anniversaire ainsi qu'aux Brit Awards 99.

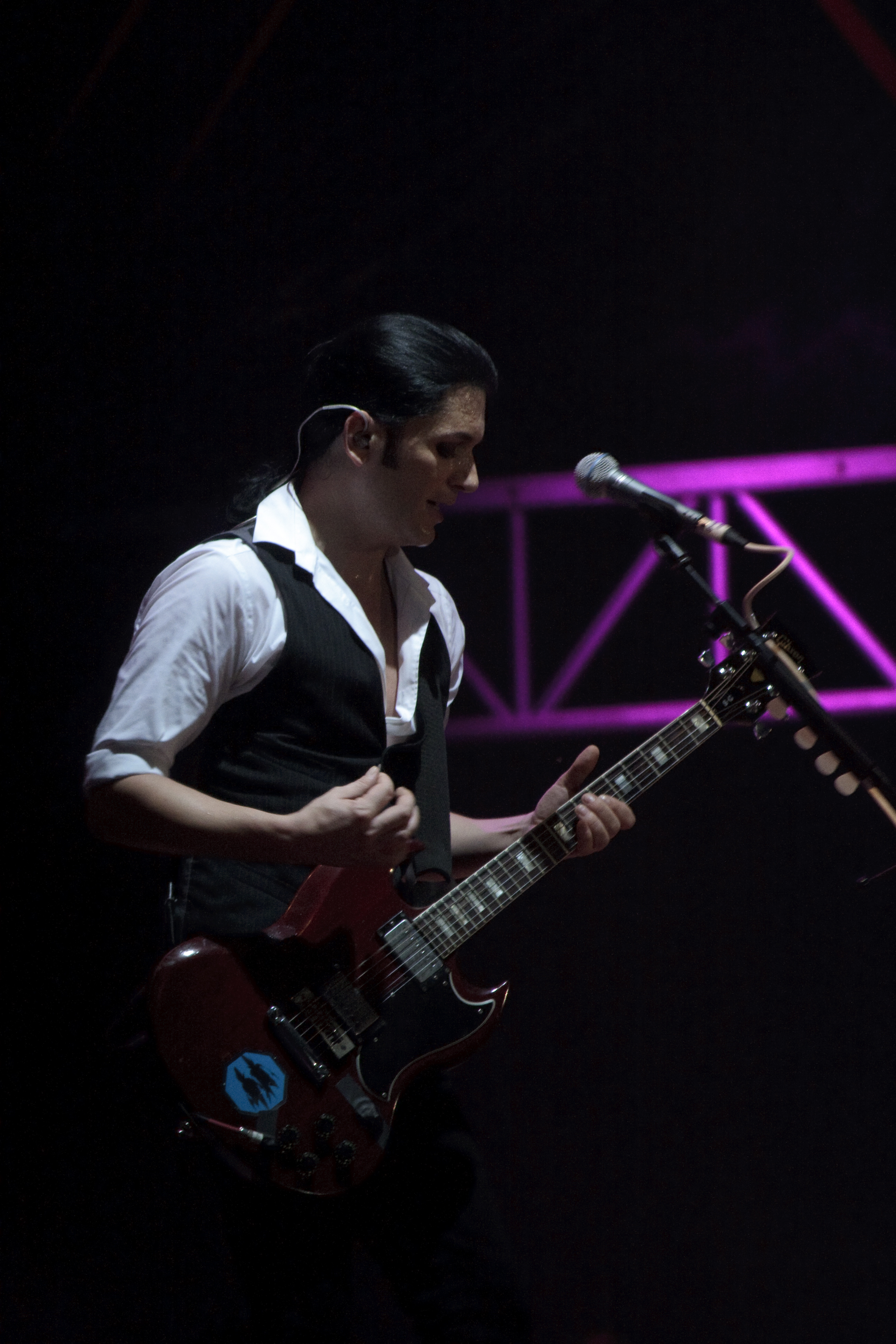
Brian Molko

Outre son apparition dans le film Velvet Goldmine en 1999, Brian Molko a l'occasion en 2001 d'être le producteur exécutif du film Sue's Last Ride. Par la suite, Brian Molko multiplie les collaborations musicales en dehors de Placebo. Dès 1998 il chante sur le titre Some de Dream City Fight Club puis Crush d'Ac Acoustics en 2000. En 2002, il participe au concept Trash Palace du franco-polonais Dimitry Tikovoi et enchaîne des duos avec Alpinestars (en), Kristeen Young, Timo Maas et Indochine de 2003 à 2007.
En 2003, avec Placebo, il chante Where Is My Mind? avec Frank Black le chanteur des Pixies. En 2004 Robert Smith gratifie également Placebo et Brian Molko par sa venue à la Wembley Arena pour chanter avec eux Boys Don't Cry. Placebo interprète également le titre If Only Tonight We Could Sleep avec The Cure.
Sa passion pour Serge Gainsbourg est comblée lorsqu'en 2004 il écrit le titre Smile pour Jane Birkin. En plus de la participation de Placebo au projet Monsieur Gainsbourg Revisited en 2005 avec le titre The Ballad of Melody Nelson, il réinterprète pour l'occasion le titre Requiem pour un con (Requiem for a Jerk) avec Françoise Hardy sur une musique de Faultline. Les 22 et 23 octobre 2008, il prend part à l'Histoire de Melody Nelson par Jean-Claude Vannier à l'occasion de l'exposition Paris Gainsbourg 2008 à la cité de la musique en chantant le titre Ballade de Melody Nelson en français, en duo avec Martina Topley-Bird.
Plus récemment, Brian Molko a chanté le titre Modern kids de Hotel Personna, le projet personnel de Stefan Olsdal. Il a également écrit le titre Hypnothized by Jane pour Cinema Bizarre. Le 3 juillet 2010, Brian Molko reprend Across The Universe et Ne me quitte pas à Bruxelles lors d'un concert gratuit célébrant l'arrivée de la Belgique à la présidence de l'Union européenne.
Il qualifie en juillet 2023 lors d'un festival près de Turin la Première ministre Giorgia Meloni de « raciste et fasciste », ce qui conduit à l'ouverture d'une enquête. Plusieurs communes italiennes ont fait savoir depuis qu’elles refuseraient que le groupe Placebo se produise sur leur territoire.

### Vie privée
De sa relation passée avec la photographe Helena Berg, l'auteure des pochettes des singles de Placebo This Picture, Special Needs, English Summer Rain et Protège-moi, Brian Molko a un fils prénommé Cody en 2005. Ce dernier, devenu acteur, joue notamment dans la série The Drowning (en).

## Discographie

### Avec Placebo
- 1996 : Placebo
- 1998 : Without You I'm Nothing
- 2000 : Black Market Music
- 2003 : Sleeping with Ghosts
- 2006 : Meds
- 2009 : Battle for the Sun
- 2013 : Loud Like Love
- 2022 : Never Let Me Go

### Collaborations
- 1998 : chante Some avec Dream City Film Club
- 2000 : chante Crush avec Ac Acoustics
- 2002 : chante The Metric System, Je t'aime moi non plus et Can't Get You Out of my Head avec Trash Palace
- 2003 : chante Carbon Kid avec Alpinestars (en)
- 2004 : chante No Other God avec Kristeen Young sur l'album X de celle-ci
- 2004 : chante et écrit les paroles de Smile pour Jane Birkin
- 2005 : chante First Day, Pictures et Like Siamese avec Timo Maas
- 2005 : chante et écrit les paroles anglaises de Pink Water 2 et Pink Water 3 pour Indochine
- 2005 : chante Requiem for a Jerk avec Françoise Hardy et Faultline
- 2008 : chante Modern Kids avec Hotel Persona (le projet parallèle de Stefan Olsdal)
- 2009 : écrit les paroles de Hypnotized by Jane pour Cinema Bizarre
- 2010 : chante Summertimerolls (reprise de Jane's Addiction) sur l'album Beautiful Lovers de Losers
- 2010 : chante West End Girls (reprise de Pet Shop Boys) sur l'album The Seperate de Fiona Brice
- 2013 : chante Je t'aime, moi non plus (reprise de Serge Gainsbourg) sur l'album Total Entropy de et avec Asia Argento

.

## Filmographie
- 1998 : Velvet Goldmine, dans le rôle de Malcolm des Flaming Creatures
- 2001 : Sue's Last Ride, producteur exécutif